# Skoraczewo (województwo wielkopolskie)
Skoraczewo – osada w Polsce położony w województwie wielkopolskim, w powiecie kościańskim, w gminie Śmigiel. Miejscowość wchodzi w skład sołectwa Stary Białcz.

## Historia
Miejscowość pierwotnie związana była z Wielkopolską. Ma metrykę średniowieczną i istnieje co najmniej od końca XIV wieku. Wymieniona w dokumencie zapisanym po łacinie z 1394 pod nazwą Stkoraczevo, 1395 Scorzacewo, 1396 Scoraczew, 1402 Sckorzaczewo, 1417 Scoraczewo, Scoraczowo, 1421 Scorczow, 1426 Scorzaczewo, 1529 Szkoraczewo.
Okolice miejscowości były jednak zasiedlone wcześniej niż odnotowują to archiwalne historyczne dokumenty. Archeolodzy odnaleźli na podmokłych łąkach, około 1,3 kilometra na północ od Białcza Starego (Białe Jezioro) oraz około 400 metrów na południowy wschód od grodziska wklęsłego położonego ok. 1,7 km na północny zachód od Białcza, porośnięty trawą stożek o wysokości 5 metrów, przypominający grodzisko. Historycy wiążą z tym miejscem wspomniane w 1493 fortalicjum w Skoraczewie, o którym w 1506 wspomniano po raz kolejny jako umocnieniania na ostrowie. Druga interpretacja wiąże wzmiankę z grodziskiem wklęsłym o średnicy 35 metrów, otoczonym wałem ziemno-drewnianym.
Miejscowość była własnością szlachecką należącą do lokalnej szlachty wielkopolskiej z rodu Skoraczewskich, którzy od nazwy wsi przyjęli odmiejscowe nazwisko, a także do Ręcskich, Gorzyńskich, Jaktorowskich, Jączyńskich, Cerekwickich. W 1446 miejscowość należała do powiatu kościańskiego Korony Królestwa Polskiego. W 1510 należała do parafii Białe Jezioro.
W 1394 Helena Wronczyńska z Wroczyna uzyskała od swej macochy Femy Skoraczewskiej 60 grzywien. Fema na pokrycie tej kwoty miała dać Helenie połowę Skoraczewa oraz połowę Prętkowic o wartości 80 grzywien, pod warunkiem, że Helena dodatkowo zapłaci 20 grzywien nadwyżki. W latach 1394–1406 jako właściciel we wsi notowany był Piotr Skoraczewski. W latach 1398–1415 jako właściciel we wsi odnotowano Jana Skoraczewskiego. W latach 1398–1432 właścicielem w Prętkowicach i Skoraczewie był Wawrzyniec Skoraczewski. W 1417 Nikiel Skoraczewski zapisał swojej żonie po 75 grzywien szer. groszy praskich posagu oraz wiana na połowie Skoraczewa oraz na Prętkowicach. W 1434 Mikołaj Pierzchała zapisał po 150 grzywien posagu oraz wiana na połowie swych części jakie posiadał w Skoraczewie i Prętkowicach swojej matce Małgorzacie, która zrzekła się oprawy na Białym Jeziorze.
W latach 1446–1481 odnotowany został Klemens Skoraczewski kuchmistrz biskupa poznańskiego Andrzeja Bnińskiego. W 1446 bracia Jan Dusza Bojanowski oraz burgrabia starościński, a później wicewojewoda w Kościanie Andrzej Bojanowski kupili od wójta kościańskiego Jana II Punińskiego z Ponina należące do niego połowy Skoraczewa i Prętkowic za 400 grzywien. W 1448 bracia dokonali podziału tych dóbr: Jan Bojanowski otrzymał Skoraczewo oraz Prętkowice, a Andrzej i Wincenty Bojanowo, Żydowo i Spławie, z zastrzeżeniem jednak, że mieli oni uposażyć majątkami swoje siostry Jadwigę, Małgorzatę oraz Barbarę. W 1450 Jan Dusza Skoraczewski zapisał swojej żonie Małgorzacie po 200 grzywien posagu oraz wiana na 2 częściach w Skoraczewie i Prętkowicach.
Po śmierci braci Skoraczewskich majątki po nich dziedziczą siostry. Pod koniec XV wieku dochodzi między nimi do sporów sądowych o majątek. W 1493 Katarzyna Skoraczewska wraz z mężem Mikołajem Jaromirskim toczyła proces z Jadwigą Skoraczewską oraz jej mężem Mikołajem Kamblanem. Katarzyna wniosła o podział po połowie dóbr Skoraczewo, Białe Jezioro oraz Prętkowice, zarzucając siostrze, że po śmierci ich braci Jana, Macieja i Mikołaja roztrwoniła dobra po nich, zajęła dwór po braciach, sprzedała go, a zyski zagarnęła dla siebie. Katarzyna zarzuciła także Jadwidze, że wraz z mężem zagarnęła fortalicjum, fosy i nowe budowle. Powołuje się przy tym na wcześniejszy wyrok sądu polubownego, który zdecydował o podziale wymienionych dóbr pomiędzy obie strony pod zakładem 200 grzywien, zarzucając mężowi siostry Mikołajowi Kamblanowi, że nie wykonał tego wyroku, gdyż nie podzielił Prętkowic. W 1493 dochodzi do podziału dóbr po ojcu oraz matce pomiędzy te siostry. Przy okazji zachował się opis okolicy oraz wsi. Katarzyna otrzymała folwark w Białym Jeziorze zwany Słoćwina wraz z dworem, jeziorem, zagrodami i zagrodnikami, sadem oraz z łąkami, a także połowę Prętkowic wraz z łąkami, połowę Skoraczewa wraz z połową łąk (w tym łąkę zwaną Owczarska leżącą koło łąki Grobce). Otrzymała także połowę lasu, folwarku oraz zarośla pod wsią Księginki. Jadwiga natomiast otrzymała połowę Skoraczewa z dworem, fortalicjum, sadem oraz stawami rybnymi, z połową łąk (w tym łąką zwaną Topola). Otrzymała także połowę Prętkowic z łąkami, połowę łąk zwanych Owczarska, Kliszkowska i Długa leżącymi koło Skoraczewa i połowę łąki Babi Bród, a także połowę lasu pod Prętkowicami naprzeciw wsi Kotusz.
Wieś odnotowano również w historycznych rejestrach podatkowych. W 1510 we wsi odnotowano 3 łany osiadłe, połowę łana opuszczonego oraz karczmę. W części wsi należącej do Andrzeja Ręcskiego gospodarowało dwóch zagrodników, a w części pani Małgorzaty Gorzyńskiej gospodarowało 5 zagrodników. W 1530 miał miejsce pobór we wsi od 3 łanów oraz 3 grosze od wiatraka. W 1560 miał miejsce pobór od 3 łanów. W 1581 pobrano podatki z części Bartłomieja Janczyńskiego od 2 łanów, zagrodnika z rolą, po 2 grosze od 3 komorników oraz od wiatraka dorocznego. W latach 1580–1583 miał miejsce pobór ze Skoraczewa oraz Białego Jeziora, który zapłacili w 1580 Feliks Jaktorowski, w 1580, 1583 Bartłomiej Jączyński, w 1581, 1582 Jan Cerekwicki.
W 1581 wieś położona była w powiecie kościańskim województwa poznańskiego w Rzeczypospolitej Obojga Narodów.
W wyniku II rozbioru Rzeczypospolitej w 1793, miejscowość przeszła w posiadanie Prus i jak cała Wielkopolska znalazła się w zaborze pruskim. W okresie Wielkiego Księstwa Poznańskiego (1815–1848) miejscowość wzmiankowana jako Skoraczewo należała do wsi większych w ówczesnym powiecie kościańskim rejencji poznańskiej. Skoraczewo należało do okręgu kościańskiego tego powiatu i stanowiło część majątku Białcz (niem. Balsch), który należał wówczas do Zbijewki. Według spisu urzędowego z 1837 roku Skoraczewo liczyło 112 mieszkańców, którzy zamieszkiwali 13 dymów (domostw).
W latach 1975–1998 miejscowość należała administracyjnie do województwa leszczyńskiego.

## Osoby
We wsi urodziła się Elżbieta Krajewska, bohaterka polskiego podziemia w czasie II wojny światowej.